# Václav Vojtíšek
Václav Vojtíšek (9. srpna 1883 Praha – 22. srpna 1974 Praha) byl český historik, archivář, profesor na Univerzitě Karlově a akademik Československé akademie věd.

## Život
Absolvoval klasické gymnázium v Praze Novém Městě (1894–1903, prof. Josef Ladislav Píč, Alois Jirásek). V letech 1903–1907 studoval historii a pomocné vědy historické na Filozofické fakultě UK, rigorózní práci obhájil r. 1911. Od roku 1900 byl aktivním členem Klubu Za starou Prahu, v letech 1909–1972 člen Historického spolku (od r. 1943 předseda).
Od roku 1900 byl aktivním členem Klubu Za starou Prahu a do roku 1970 předsedou Svatoboru. Založil archiv Československé akademie věd. V letech 1921-1948, s výjimkou válečných let, byl ředitelem Archivu hl. m. Prahy. Zabýval se především diplomatikou (naukou o listinách, jejich původu a dokumentární ceně), státní sfragistikou (naukou o pečetích) a heraldikou (naukou o znacích a erbech). Od roku 1909 pracoval v Archivu hlavního města Prahy. Po roce 1918 byl činný v archivu a knihovně pražské univerzity. V univerzitním archivu posléze působil v letech 1931-1939 jako jeho vedoucí, v letech 1945-1950 jako inspektor archivu a poté až do roku opět 1959 jako jeho vedoucí.  Od roku 1921 byl ředitel městského archivu. Působil na Filozofické fakultě UK (1921 soukromý docent, 1922–1924 suplující profesor, 1928–1935 bezplatný mimořádný, 1935–1948 bezplatný řádný profesor, 1948–1959 řádný profesor pomocných věd historických).
Během okupace byl z archivu propuštěn, ale po válce znovu přijat (v roce 1949 odešel do penze). Po roce 1948 se stal sympatizantem nového režimu. Svoji činnost zaměřil na vyučování a po založení ČSAV se stal jedním z prvních akademiků, pověřen vybudováním archivu, v letech 1952–1968 vedoucí Ústředního archivu ČSAV v Praze.
Ve svém díle se zaměřoval především na pomocné vědy historické, zejména kodikologii, heraldiku, byl také v komisi pro vytvoření československého státního znaku, i dalších. Dále se věnoval dějinám měst.

### Ocenění
- 1956 Řád práce
- 1963 Stříbrná medaile ČSAV
- 1968 Zlatá plaketa F. Palackého za zásluhy ve společenských vědách
- 1948, 1958, 1959 Bronzová, Stříbrná, Zlatá medaile UK